# Верхняя Юмья
Верхняя Юмья (удм. Тыло) — деревня в Кукморском районе Татарстана. Входит в состав Ошторма-Юмьинского сельского поселения.

## География
Находится в северо-западной части Татарстана на расстоянии приблизительно 10 км на запад по прямой от районного центра города Кукмор.

## История
Основана в конце XVI века выходцами из деревни Старая Юмья.

## Население
Постоянных жителей было: в 1782 году — 28 душ мужского пола, в 1859—202, в 1897—299, в 1908—336, в 1920—387, в 1926—381, в 1938—415, в 1949—336, в 1958—275, в 1970—309, в 1979—278, в 1989—239, 255 в 2002 году (удмурты 98 %), 230 в 2010.